# 九州産交バス小島営業所
九州産交バス小島営業所（きゅうしゅうさんこうバスおしまえいぎょうしょ）は、かつて存在した九州産交バスの営業所の一つ。2007年9月30日を以って中央営業所と統合し、熊本営業所に移転したことにより廃止となった。

## 担当していた路線
主として熊本市中心部と市東部および熊本市東側の熊本都市圏の路線（健軍・沼山津・木山方面）のほか、市西部の熊本港・中島・海路口方面ならびに谷尾崎 - 新町 - 熊本交通センター - 水道町間の運行もおこなっていた。かつては、当営業所から熊本駅 - 交通センター - （健軍・県庁前） - 自衛隊 - （健軍・県庁前） - 交通センター - 熊本駅 - 当営業所といった自衛隊環状線を2系統（健軍経由＜左回り＞・県庁経由＜右回り＞）運行していたが、2003年頃廃止され、これに代わり新たに沼山津線の2系統が新設された。また、同じ時期においてかつての中央営業所が担当していた熊本港 - 熊本空港線（マリンビューシャトルバス）の運行を当営業所が引き継いでいた。
なお、九州産交バス小島営業所は中央営業所と統合した事によって「熊本営業所」とした1つの営業所の下で一般路線・高速特急路線全ての路線を管轄する事となったが、2012年の九州産交バスの組織改編によって熊本営業所を「熊本営業部」に改組され、その中で一般路線部門が「路線バス営業所」に、高速特急部門は「高速バス営業所」に2分化。その後、2021年には再度の組織改編により熊本営業部は廃止され、路線バス営業所を再度「熊本営業所」として、高速バス営業所を「高速営業所」へ完全分離された事により、1つの敷地内にありながら、事実上旧中央営業所と旧小島営業所の2つの営業所が復活した形となり、現在の熊本営業所は旧小島営業所の業務を踏襲した形となっている。

## 廃止後
- 営業所自体は廃止されているが、これまで使用していた建物は移転後当社の貸切バス事業本部・熊本営業所→営業本部貸切営業課・運行本部貸切営業所[1]（かつての九州産交観光本社）が当営業所跡地に移転して引き続きバス車庫として使用しているため、バス停としての『小島産交』は現在も残っている。待合施設も以前のまま使用できる（ただし、乗車券販売窓口は熊本営業所に移転しているため閉鎖）。現に、水道町 - 新町・谷尾崎経由 - 小島産交の路線は、当営業所で折り返しを行っている。

小島営業所時代、西区川口町に川口車庫が設置されていた関係で小島 - 川口二丁間の営業線が存在したが、実際には回送区間を営業線として間合い運用していた事もあり、乗車率は比較的に少なく、熊本営業所移転時に廃止された。また、当営業所廃止後当敷地は当時の九州産交観光本社貸切バス車庫であると同時に九州産交バス熊本営業所の車庫扱いで10台程の一般路線車駐在車両を置いていたが、小島 - 川口間は営業運行せず回送扱いになった。2010年代に入ると、県内貸切営業所の統廃合に伴う貸切車両を本社に集中配置される事になり、その影響で車庫が手狭になった為、一般路線車の駐在は廃止された（ただし、日中における折り返し運行のための休憩場所としては機能している）。また、小島営業所時代から存在する川口車庫への駐在は引き続き行われており、熊本営業所とは別に川口車庫には約7台程常駐している。

## 小島産交停留所
この項目ではバスターミナルしての「小島産交」発着便を表記。運行系統記号も「小島産交」時点のものを表記とする。なお一部を除き路線名を省略および熊本桜町バスターミナルは桜町BTに省略。
| 系統                 | 行先                                                                                   | 備考                                                           |
| 熊本市街方面         | 熊本市街方面                                                                           | 熊本市街方面                                                   |
| -------------------- | -------------------------------------------------------------------------------------- | -------------------------------------------------------------- |
| T1-1 T1-2            | 沼山津、木山産交（上高橋・田崎市場・熊本駅前・桜町BT・県庁・自衛隊前・健軍四ッ角経由） | T1-1は「小島産交」始発、T1-2は「五丁」始発。                   |
| T2-1                 | 木山産交（西高・田崎市場・熊本駅前・桜町BT・熊商前・健軍電停経由）                     | 平日16:06発の1便のみ「桜町BT」止め、本数少ない（土休日運休）。 |
| T2-2 T2-3            | 桜町BT（西区役所・田崎市場・熊本駅前経由）                                             | T2-2は「小天温泉」始発、T2-3は「天水支所前」始発。             |
| T4-1                 | 沼山津（上高橋・田崎市場・春日前・桜町BT・県庁・自衛隊前・健軍四ッ角経由）             | 平日7:17発の1便のみ                                            |
| U4-3                 | 水道町（西区役所・池の上・谷尾崎・新町・桜町BT経由）                                   |                                                                |
| 五丁・河内・小天方面 |                                                                                        |                                                                |
| T1-2                 | 五丁                                                                                   |                                                                |
| T2-2 T2-3            | 小天温泉、天水支所（河内農協前経由）                                                   | T2-2が「小天温泉」止め、T2-3が「天水支所」行き                 |